# Szeretlek, Phillip Morris
A Szeretlek Phillip Morris (eredeti cím: I Love You Phillip Morris) 2009-es francia életrajzi filmdráma, amelyet John Requa és Glenn Ficarra rendeztek. A főszerepben Jim Carrey, Ewan McGregor, Rodrigo Santoro, Antoni Corone és Leslie Mann látható. A film Steven Jay Russell igaz történetén alapul. A film alapjául Steve McVicker 2003-as I Love You Phillip Morris: A True Story of Life, Love, and Prison Breaks című könyve szolgált. Ez Requa és Ficarra első filmrendezése.

## Rövid történet
Steven, egy homoszexuális férfi, elkezdi átverni az embereket, hogy gazdagon éljen. Mikor börtönbe kerül, szerelmes lesz cellatársába, Phillip Morrisba.

## Szereplők
- Jim Carrey – Steven Jay Russell
- Ewan McGregor – Phillip Morris
- Rodrigo Santoro – Jimmy
- Leslie Mann – Debbie
- Antoni Corone – Lindholm
- Brennan Brown – Larry Birkheim
- Michael Showers – Gary
- Marc Macaulay – Houstoni zsaru
- Annie Golden – Eudora Mixon
- Griff Furst – Mark
- Michael Mandel – Cleavon
- Phillip Morris (cameoszerep) – egy ügyvéd Steven ítélethirdetésén

## A film készítése
Miután eredetileg nehezen találtak amerikai forgalmazót, várhatóan az explicit meleg szexuális tartalom miatt a filmet újravágták. 2009 májusában a Variety bejelentette, hogy a Consolidated Pictures Group megvásárolta a film forgalmazási jogait.
A film egy részét a Louisiana Állami Büntetés-végrehajtási Intézményében forgatták, amely a Louisiana állambeli West Feliciana Parishben található. Egy keresztény blogger azt állította, hogy Burl Cain igazgató nem engedélyezte, hogy a börtönben leforgassanak egy szexjelenetet két férfi rab között. Az igazi Phillip Morris Steven ügyvédjeként is feltűnik egy jelenetben.

## Médiakiadás
A film 2011. április 5-én jelent meg DVD-n és Blu-ray lemezen.

## Filmzene
| #   | Cím                                                      | Artist                           | Hossz |
| --- | -------------------------------------------------------- | -------------------------------- | ----- |
| 1.  | I Cried Like a Silly Boy                                 | DeVotchKa                        | 3:27  |
| 2.  | Dance Hall Days                                          | Jack Hues                        | 4:00  |
| 3.  | Key West                                                 | Nick Urata                       | 0:53  |
| 4.  | Jesus Has a Plan                                         | Nick Urata                       | 2:14  |
| 5.  | To Love Somebody                                         | Nina Simone                      | 2:41  |
| 6.  | Written in the Stars                                     | Nick Urata                       | 3:59  |
| 7.  | Nobody Knows the Trouble I've Seen (Golden Gate Quartet) | Orlandus Wilson                  | 3:16  |
| 8.  | Promise to Jimmy                                         | Nick Urata                       | 2:31  |
| 9.  | The Escape Artist                                        | Nick Urata                       | 4:36  |
| 10. | The Last Time                                            | Nick Urata                       | 3:00  |
| 11. | Steal Away                                               | Robbie Dupree                    | 3:31  |
| 12. | Faking Death                                             | Nick Urata                       | 2:44  |
| 13. | The Marriage of Figaro: Sull'aria                        | German Opera Orchestra of Berlin | 3:33  |